# Codominancia

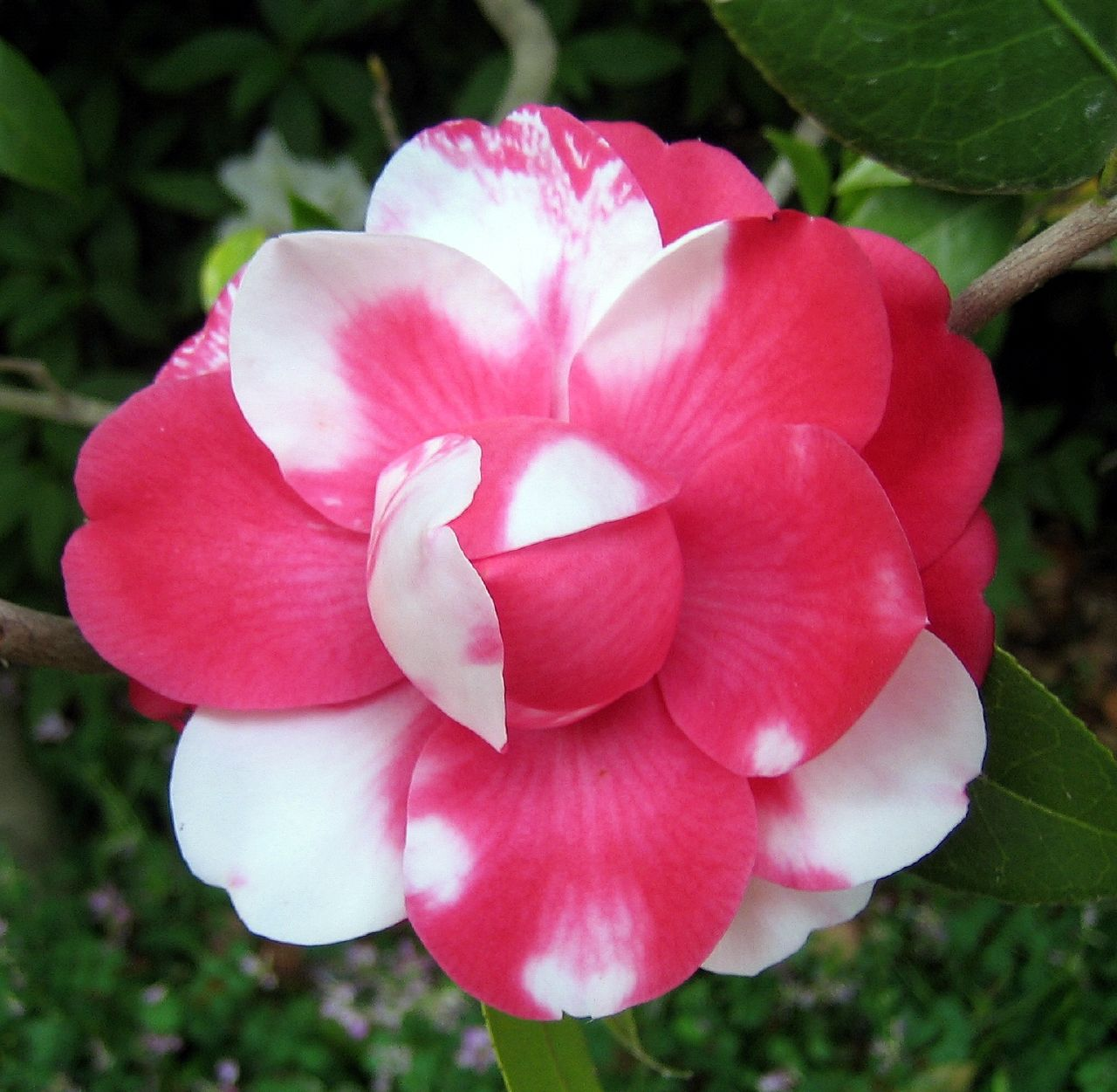
Codominancia en la flor de la camelia

La codominancia es un modelo hereditario no mendeliano en donde en el estado heterocigoto no hay alelo recesivo, sino que ambos se comportan como dominantes, tal como en la herencia intermedia, pero a diferencia de esta última, ambas características se manifiestan sin mezclarse.

## Cruzamientos

El fenotipo sanguíneo del sistema ABO en humanos se explica por co-dominancia. Ésta es la causa de que el tipo O sea recesivo respecto A y B.

En los cruzamientos en los que hay codominancia, en los heterocigotos los dos genes alelos se expresan, pero sin unirse. Por ejemplo: al cruzar dos vacunos de líneas puras, uno café rojizo y otro blanco, la generación filial uno será 100% Heterocigota y 100%  manchado. Para simbolizar los genes de los individuos se usa la letra inicial del rasgo.
La codominancia también se podría explicar de la siguiente forma: Entre el cruzamiento de un tipo de flores A de color rojo dominante y un tipo de flores B de color blanco dominante, al cruzarse estos dos tipos daría como resultado un tipo de flor AB de color rojo con manchas blancas, presentando ambas características, ya que los dos caracteres dominantes A y B se expresan a la vez.